# Варгентин (лунный кратер)

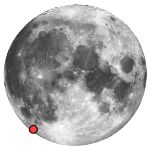
Месторасположение кратера

Кратер Варгентин (лат. Wargentin) — крупный затопленный лавой ударный кратер в южном полушарии видимой стороны Луны. Название присвоено в честь шведского астронома и демографа Пера Вильгельма Варгентина (1717—1783) и утверждено Международным астрономическим союзом в 1935 г. Образование кратера относится к нектарскому периоду.

## Описание кратера
Ближайшими соседями кратера являются кратер Ингирами на западе; огромный кратер Шиккард на северо-востоке, кратер Несмит, примыкающий к нему на востоке, и большой кратер Фокилид на юго-востоке. Селенографические координаты центра кратера 49°32′ ю. ш. 60°26′ з. д. / 49,53° ю. ш. 60,44° з. д., диаметр 84,7 км, глубина 0,3 км.
Кратер Варгентин является необычным кратером, дно его чаши значительно приподнято над окружающей местностью, чаша кратера полностью затоплена базальтовой лавой, таким образом, кратер является поднятым плато, напоминающим по форме перевернутую неглубокую тарелку. При заполнении кратера лавой нечто блокировало возвращение лавовых потоков в состояние равновесия и кратер заполнился почти до кромки вала. С течением времени сверху лавового поля накопились породы, выброшенные при импактах, образовавших соседние кратеры, и сегодня альбедо чаши кратера значительно выше, чем у типичных базальтовых отложений.
Вал кратера значительно разрушен и испещрен множеством мелких кратеров. Высота вала над окружающей местностью — 1380 м, объем кратера составляет приблизительно 6600 км³. Дно чаши кратера сравнительно ровное, за исключением нескольких невысоких хребтов, исходящих из точки, близкой к центру кратера, напоминая птичью лапу.
Вследствие южного расположения форма кратера при наблюдениях с Земли кажется овальной за счет перспективных искажений. 

## Сателлитные кратеры

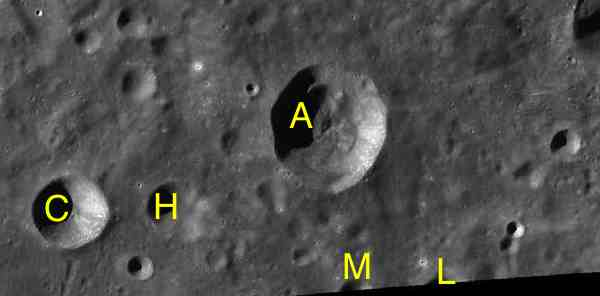
Фрагмент карты LAC-110.

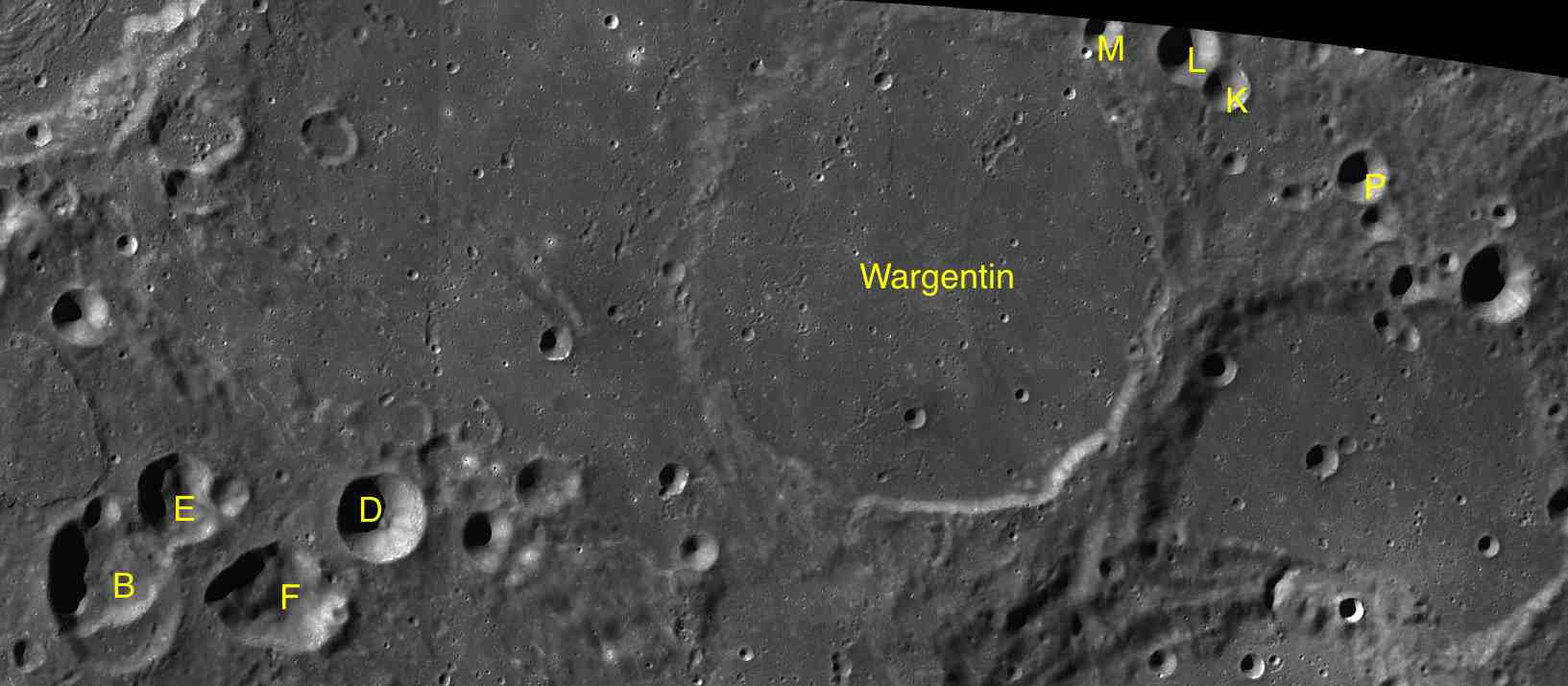
Фрагмент карты LAC-124.

| Варгентин | Координаты                                            | Диаметр, км |
| --------- | ----------------------------------------------------- | ----------- |
| A         | 47°05′ ю. ш. 59°12′ з. д. / 47,09° ю. ш. 59,2° з. д.  | 20,7        |
| B         | 51°20′ ю. ш. 67°44′ з. д. / 51,34° ю. ш. 67,74° з. д. | 17,0        |
| C         | 47°25′ ю. ш. 61°20′ з. д. / 47,42° ю. ш. 61,34° з. д. | 12,5        |
| D         | 51°02′ ю. ш. 65°18′ з. д. / 51,03° ю. ш. 65,3° з. д.  | 16,1        |
| E         | 50°55′ ю. ш. 67°08′ з. д. / 50,91° ю. ш. 67,14° з. д. | 16,0        |
| F         | 51°31′ ю. ш. 66°16′ з. д. / 51,51° ю. ш. 66,26° з. д. | 19,8        |
| H         | 47°28′ ю. ш. 60°29′ з. д. / 47,47° ю. ш. 60,48° з. д. | 9,7         |
| K         | 48°19′ ю. ш. 58°00′ з. д. / 48,31° ю. ш. 58° з. д.    | 8,3         |
| L         | 48°07′ ю. ш. 58°22′ з. д. / 48,12° ю. ш. 58,36° з. д. | 11,5        |
| M         | 48°03′ ю. ш. 59°05′ з. д. / 48,05° ю. ш. 59,09° з. д. | 6,7         |
| P         | 48°43′ ю. ш. 56°44′ з. д. / 48,72° ю. ш. 56,74° з. д. | 9,3         |